# Bogomil Ferfila
Bogomil Ferfila, slovenski ekonomist, politolog, obramboslovec, univerzitetni profesor, potopisec in publicist, * 7. junij 1951.
Ferfila je redni profesor na Fakulteti za družbene vede v Ljubljani, kjer deluje na Katedri za analizo politik in javno upravo in Centru za politološke raziskave, ob tem je izdal preko štirideset strokovnih, potopisnih in družbenoanalitičnih knjig.

## Življenjepis
Bogomil Ferfila, dvakratni mladinski državni prvak v dviganju uteži, je ustanovitelj in vodja magistrskega študija Ameriške, nemške in svetovne študije na Fakulteti za družbene vede in (od 1998) redni profesor Univerze v Ljubljani. Poučuje in raziskuje na področju primerjalnih politik, regionalnih študij in javne ekonomike. Njegov dodiplomski in podiplomski študij je potekal na področju ekonomije, sociologije, obramboslovja in politologije na različnih univerzah, kjer je pridobil tudi ustrezna spričevala (tri univerzitetne diplome, dva magisterija, en doktorat). V Sloveniji je objavil več kot 40 knjig, kar nekaj v angleškem jeziku. Številne njegove knjige so izšle v tujih državah: v ZDA (1991, 2000, 2010), USSR (1991), Kanadi (1993, 1994), Srbiji (1989, 2012), Indiji (2011), Nemčiji (2012) in Moldaviji (2014).
Založba FDV je s pomočjo Ministrstva za kulturo je leta 1994 začela izdajati njegovo zbirko knjig z naslovom Svet na dlani. Dosedaj je izšlo že štirideset knjig – četrta je obravnavala Antarktiko, peta Japonsko, šesta Grenlandijo in Arktiko, sedma ZDA, trinajsta Etiopijo, dvajseta Vzhodno Evropo, dvaindvajseta Severno Korejo, triindvajseta Kubo, trideseta Izrael in Palestino, dvaintrideseta Iran, petintrideseta Libanon in Sirijo, sedemintrideseta Švedsko, osemintrideseta Afganistan in devetintrideseta Vikinge, Same in Eskime. Knjige v tej zbirki so sinteza interdisciplinarnih analiz posamezne države, potovalnih izkušenj pisca in izjemno obsežnega podpornega fotografskega gradiva.
Ferfila je objavil nekaj sto člankov in krajših del v številnih domačih in tujih revijah, zlasti kanadskih, poljskih, ameriških, srbskih in francoskih. Udeležil se je konferenc in seminarjev v Izraelu, ZDA, Japonski, Avstriji, Braziliji in Kanadi ter kot gostujoči profesor predaval na: Univerzi Kalifornija v njenih kampusih Los Angeles, Berkeley in Riverside, Državni univerzi New York, Univerzi Duke, Državni univerzi Ohio – vse v ZDA; Univerzi Simon Fraser, Univerzi York in mnogih drugih.
V letih 1990-1991 je bil na postdoktorskem izobraževanju v ZDA kot Fulbrightov štipendist. Leta 1998 je bil na postdoktorskem izobraževanju na Japonskem kot štipendist Japonske fondacije. V pomladnem semestru 1991 je predaval predmet Primerjalne politike na Državni univerzi Cleveland, ZDA. V poletnih semestrih 1991 in 1993 je predaval predmet Socialistična gospodarstva in države na Univerzi Manitoba, Kanada. V letih 1998 do 2017 je bil vsako leto od enega do dveh mesecev gostujoči raziskovalec na Univerzi Manitoba, Kanada ali Državni univerzi Washington, ZDA.
Bogomil Ferfila danes redno komentira aktualno dogajanje, predvsem v zvezi z vojno v Ukrajini, ameriško politiko ter dogajanjem na bližnjem vzhodu. Kot zunanje-politični komentator gostuje na TV3 Slovenija v oddaji Faktor ter na Nova24TV.